# 赫斯环形山
赫斯环形山（Hess）是位于月球背面南半部一座古老的大撞击坑，约形成于45.5-39.2亿年前的前酒海纪，其名称分别取自奥地利裔美籍物理学家、1936年诺贝尔物理学奖得主维克托·弗朗茨·赫斯（1883年－1964年）和美国地质学家哈里·哈蒙德·赫斯（1906年－1969年），1970年被国际天文学联合会批准接受。

## 描述

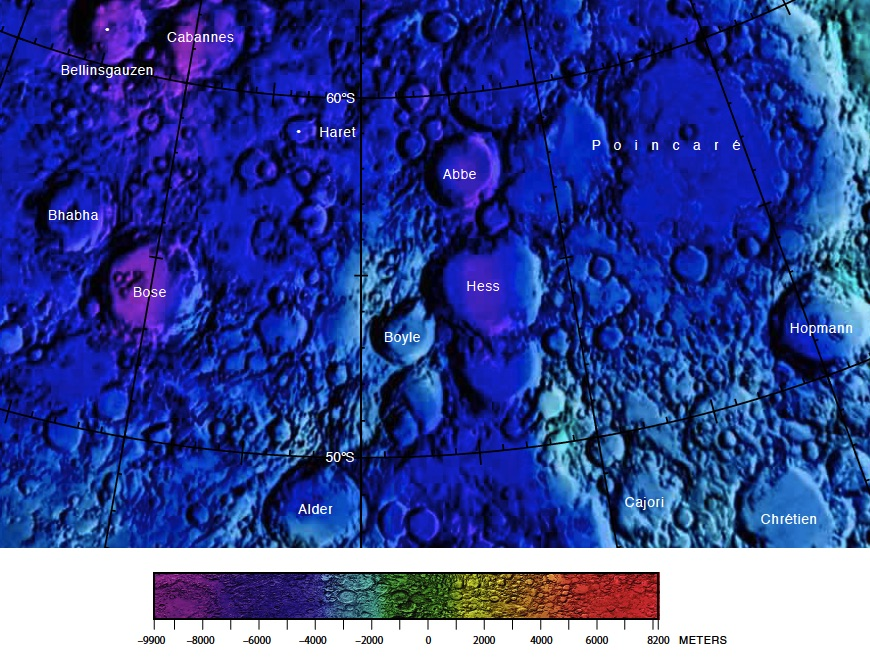
赫斯环形山的周边，月球南极区附近详图(下为北)。

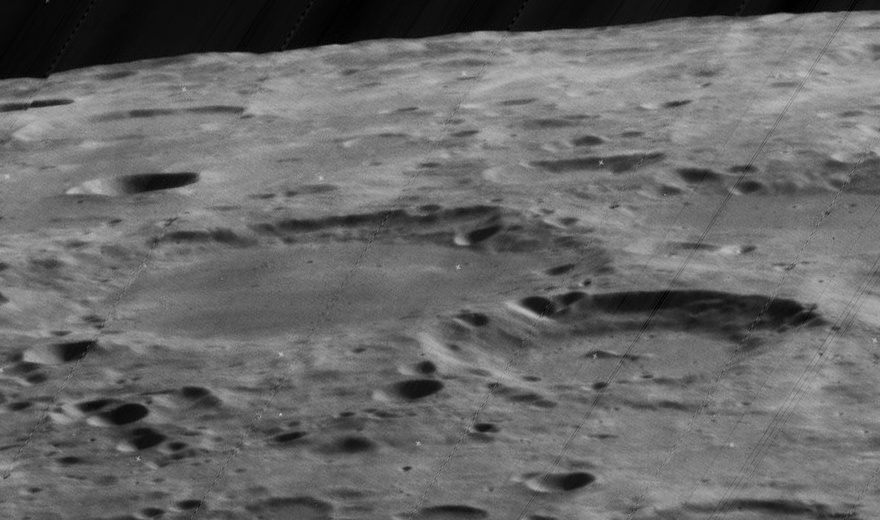
月球轨道器5号拍摄的赫斯环形山(中左) 和波义耳环形山(中右)西向斜视图

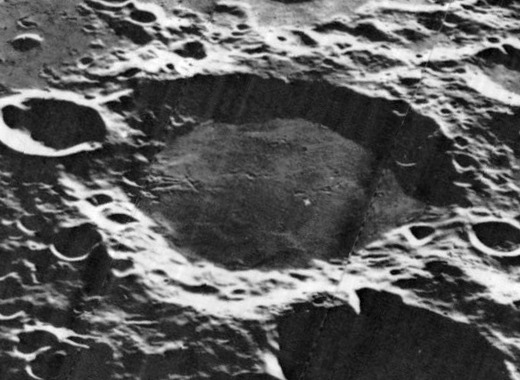
月球轨道器5号拍摄的另一幅赫斯环形山西向斜视图

该陨坑坐落在西南偏西巨大的环壁平原—庞加莱环形山已深度磨损的东侧壁上，西北偏北及北面分别毗邻卡约里环形山和冯·卡门环形山，波义耳环形山靠近它的东北，东侧较远处坐落了博斯环形山，而略小的阿贝环形山则横亘在它的南面。陨坑中心月面坐标为54°28′S 174°11′E / 54.47°S 174.19°E，直径90.44公里，深度约2.83公里。
受后续长期的撞击侵蚀，赫斯环形山坑壁已明显磨损、变矮，环坑沿覆盖了众多的小撞击坑，其中北侧壁覆盖了卫星坑“赫斯 Z”，西南偏南侧外壁则附靠了卫星坑“赫斯 M”，并通过它与阿贝环形山的西北壁连接在一起。赫斯环形山坑壁平均高出周边地形1420米，内部容积约7866立方千米。坑内地表已被熔岩淹没，表面平坦和缓，没有较醒目的撞击坑和其它地貌结构，反照率明显低于周边地形。

## 卫星陨石坑
按惯例，最靠近赫斯环形山的卫星坑将在月图上以字母标注在它的中心点旁边。

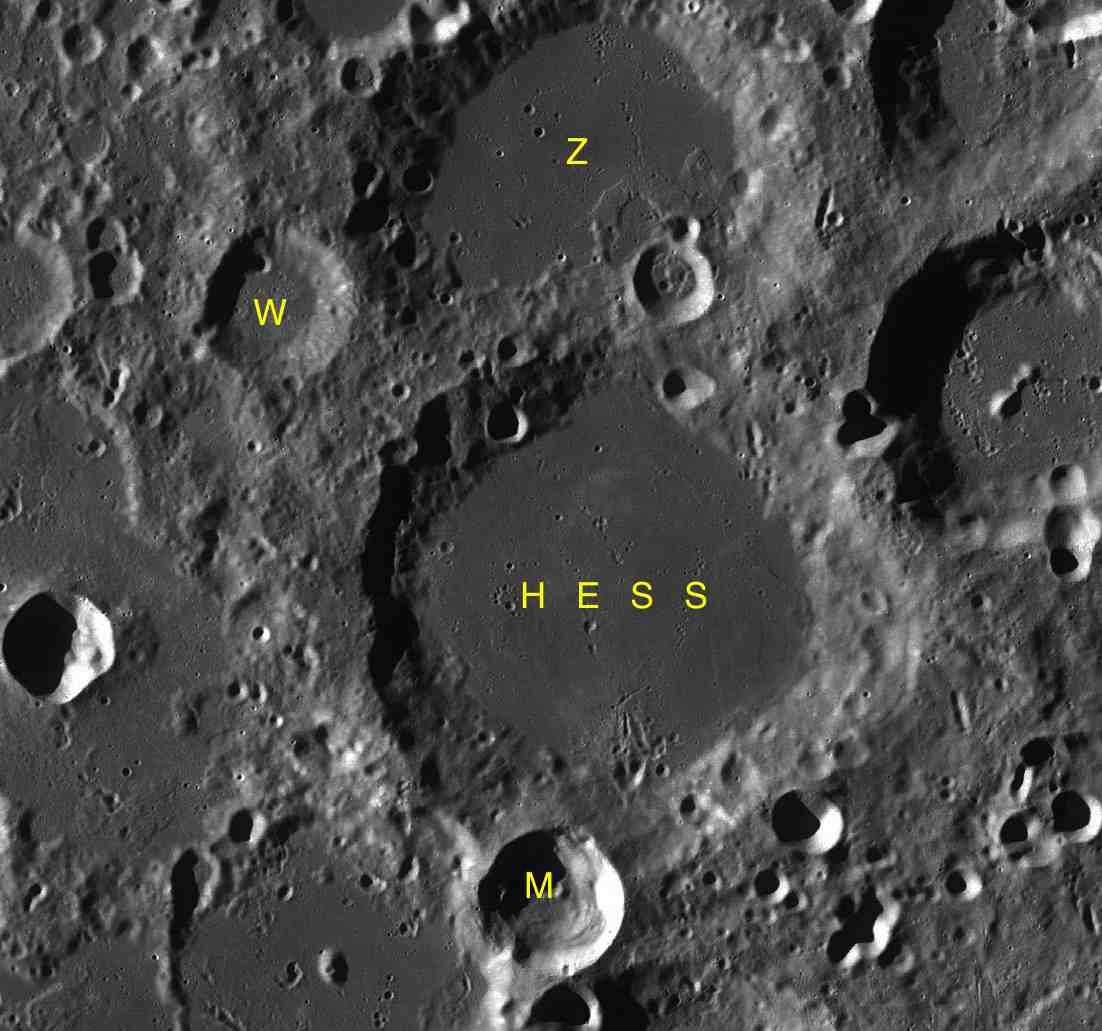
LAC-132 区域图

| 赫斯 | 纬度    | 经度     | 直径    |
| ---- | ------- | -------- | ------- |
| M    | 55.9° S | 173.7° E | 27 公里 |
| W    | 52.6° S | 171.4° E | 28 公里 |
| Z    | 52.0° S | 174.0° E | 73 公里 |

- 卫星坑「赫斯 Z」约形成于前酒海纪[1]。

## 另请参阅
- Andersson, L. E.; Whitaker, E. A. . NASA RP-1097. 1982.
- Blue, Jennifer. . USGS. July 25, 2007  [2007-08-05]. （原始内容存档于2015-05-26）.
- Bussey, B.; Spudis, P. . New York: Cambridge University Press. 2004. ISBN 978-0-521-81528-4.
- Cocks, Elijah E.; Cocks, Josiah C. . Tudor Publishers. 1995. ISBN 978-0-936389-27-1.
- McDowell, Jonathan. . Jonathan's Space Report. July 15, 2007  [2007-10-24]. （原始内容存档于2015-01-12）.
- Menzel, D. H.; Minnaert, M.; Levin, B.; Dollfus, A.; Bell, B. . Space Science Reviews. 1971, 12 (2): 136–186. Bibcode:1971SSRv...12..136M. doi:10.1007/BF00171763.
- Moore, Patrick. . Sterling Publishing Co. 2001. ISBN 978-0-304-35469-6.
- Price, Fred W. . Cambridge University Press. 1988. ISBN 978-0-521-33500-3.
- Rükl, Antonín. . Kalmbach Books. 1990. ISBN 978-0-913135-17-4.
- Webb, Rev. T. W.  6th revised. Dover. 1962. ISBN 978-0-486-20917-3.
- Whitaker, Ewen A. . Cambridge University Press. 1999. ISBN 978-0-521-62248-6.
- Wlasuk, Peter T. . Springer. 2000. ISBN 978-1-85233-193-1.